# Gazprom
Gazprom (rusky Газпром; dlouhá verze: Публичное акционерное общество «Газпром») je ruská akciová společnost zabývající se zejména těžbou zemního plynu.

## Hospodářská činnost

### Charakteristika koncernu
Gazprom dodával zemní plyn mnoha státům Evropské unie, hlavně Německu, Česku, Slovensku, Rakousku, Maďarsku a Polsku. Kromě toho zásoboval východní Evropu a státy bývalého Sovětského svazu včetně Ukrajiny. V posledních letech díky sankcím spojeným s Ruskou invazí na Ukrajinu jeho byznys skomírá. V roce 2023 dosáhl ztráty 7 miliard dolarů.
V roce 2005 byla uzavřena smlouva mezi Gazpromem a německými koncerny E.ON a BASF o stavbě velkokapacitního plynovodu pod Baltským mořem z Ruska přímo do Německa. Tento plynovod zvaný Nord Stream už není v provozu. Členem a později předsedou dozorčí rady společnosti Nordeuropäische Gasleitungs-Gesellschaft (NEGP), která tento plynovod provozuje, se stal bývalý německý kancléř Gerhard Schröder. V minulosti probíhala výstavba druhého plynovodu s názvem Nord Stream 2, kterým by se přepravní kapacita ještě zdvojnásobila, kdyby fungoval. Tato stavba však byla vyhozena do povětří i když byla celá pod vodou.
Gazprom se také ve velkém měřítku zabývá těžbou a distribucí ropy. V roce 2007 měl 445 000 zaměstnanců; do roku 2016 se tento počet zvýšil na 456 000. To znamená, že Gazprom je po armádě Ruské federace druhým největším zaměstnavatelem v zemi, nadto s nadprůměrnými výdělky.
Z akciového kapitálu ve výši 11 400 miliard rublů (₽) koncem roku 2016, což odpovídalo 151,8 miliardy USD, drží ruská vláda kontrolní většinu 50 % plus jednu akcii, zatímco zbývajících téměř 50 % akcií připadá na soukromé investory. Akcie Gazpromu jsou obchodovány na ruských i zahraničních burzách cenných papírů. Předsedou představenstva Gazpromu je Alexej Miller; v jeho dozorčí radě má ruská vláda většinu zástupců.
Od listopadu 2011 Gazprom zcela vlastní běloruskou společnost Beltranshaz provozující tranzitní plynovody do Evropy. Kromě platby ve výši 2,5 miliardy dolarů se Gazprom v rámci obchodu zavázal několik let dodávat Bělorusku levnější plyn.
Gazprom staví v Petrohradu svou novou centrálu s názvem Lakhta Center. Součástí centrály je zatím ještě ne zcela dokončený supermoderní mrakodrap, který je od ledna 2018 vysoký 462 metrů, s 87 podlažími a nástavbou. Tím je již nejvyšší budovou celé Evropy, přičemž další čtyři místa v tomto pořadí patří mrakodrapům v  Moskvě.

### Hospodářské výsledky
V roce 2016 činil celkový obrat obchodní činnosti Gazpromu 6 100 miliard rubl (₽), což tehdy při kurzu zhruba 70 rublů za 1 euro odpovídalo 67 miliardám eur a zhruba 1 800 miliardám Kč. Z toho zůstal koncernu provozní zisk 725,6 miliardy rublů (asi 10 miliard eur). Celková aktiva byla v tom roce vyčíslena na 16 900 miliard ₽ při vlastním kapitálu ve výši 11 400 miliard ₽.
V roce 2017 zaznamenal Gazprom nárůst obratu o 7 % na 6 500 miliard rublů. Tento výsledek vděčí koncern hlavně tomu, že se mu podařilo zvýšit výkony v těžbě ropy, zatímco prodej zemního plynu vzrostl jen o 1 %. Objemově jde přitom jen skoro 50 % plynu do evropských zemí, ale díky o hodně vyšším cenám než na ruském trhu vytvořil obchod s evropskými zákazníky více než 67 % obratu Gazpromu z těžby plynu. Ceny plynu pro ruské zákazníky nesmí překračovat určitou mez, čímž jsou brány ohledy na kupní sílu ruského obyvatelstva i podniků.
V současnosti dostane Gazprom od Ruské vlády výjimku z placení daní, protože ztratil dvě třetiny trhu a je v rekordním minusu.

### Soukromá armáda
Gazprom má svoji vlastní soukromou armádu (což v Rusku není úplně výjimečná záležitost).  Tato armáda byla nasazena v Ruské invazi na Ukrajinu.

## Kritika

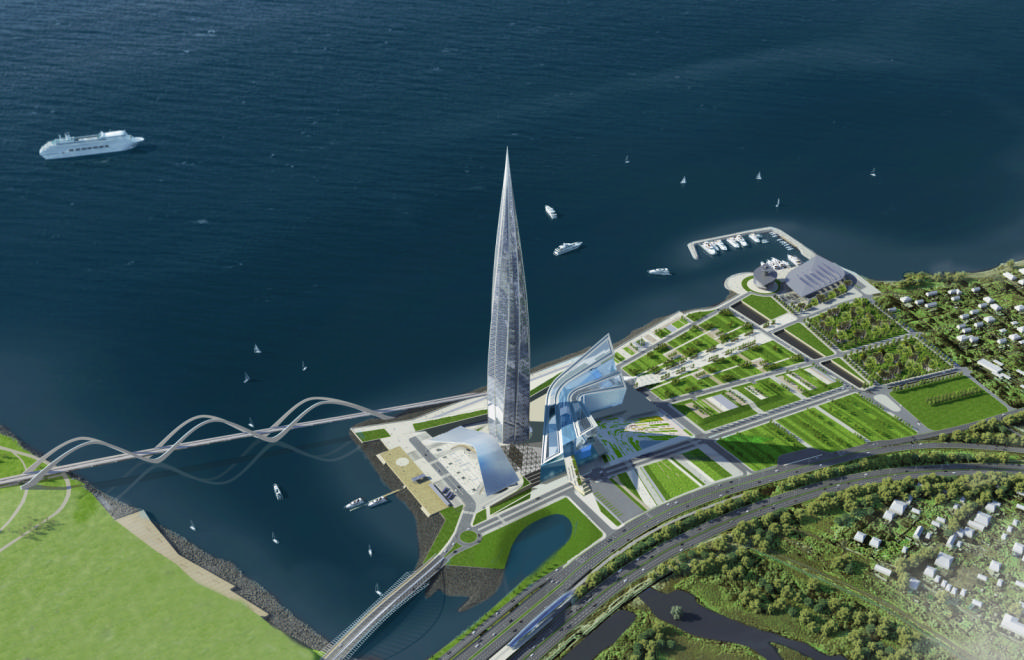
Projektová studie nové centrály Gazpromu v Petrohradu (Lakhta Center)

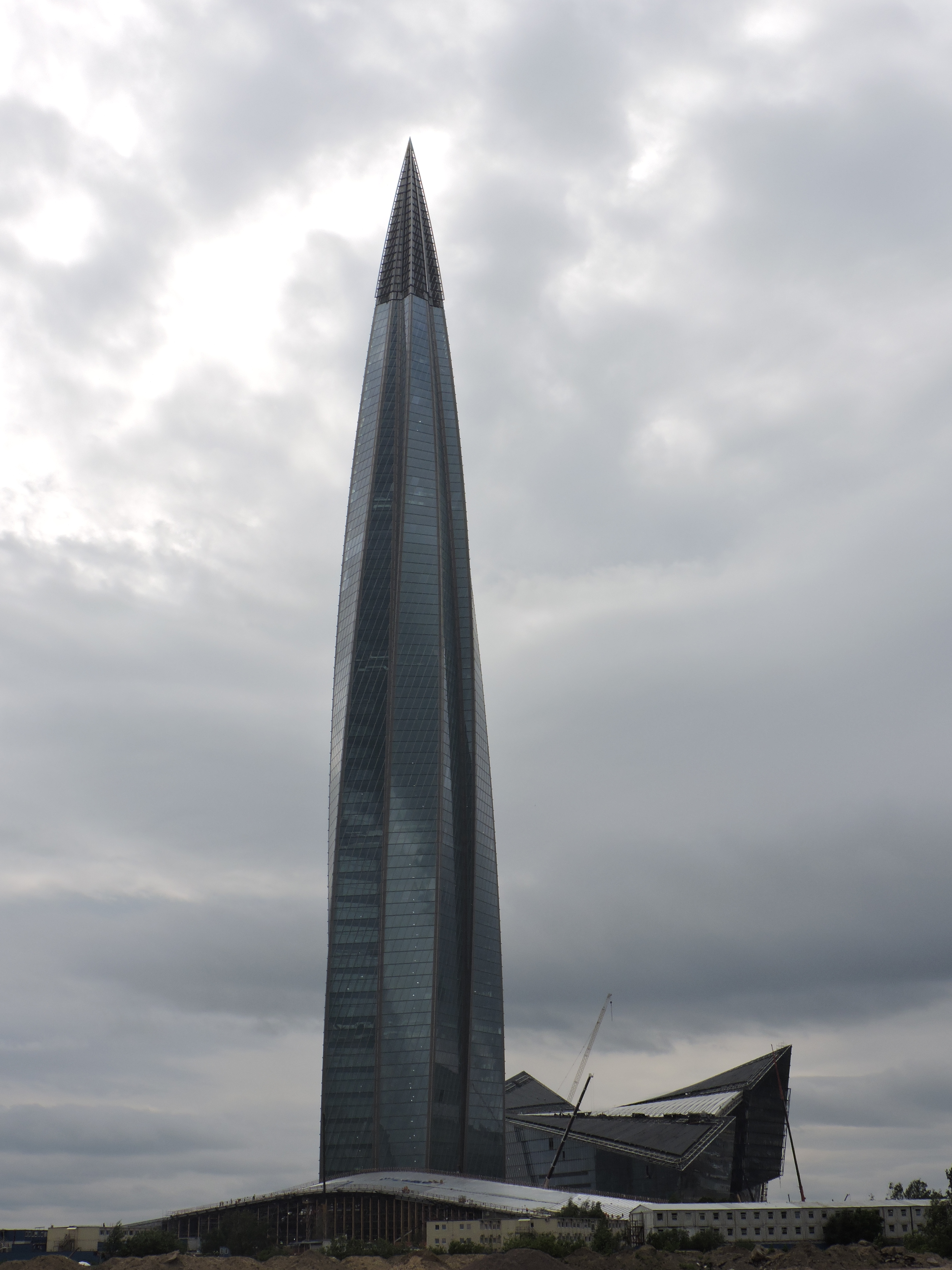
Mrakodrap Lakhta Tower v Petrohradu v červnu 2018

Někteří kritici v ruských obchodech se zemním plynem vidí politickou zbraň, kterou ruská vláda údajně využívá k uplatňování svého vlivu. Podle některých analýz dochází k účelovým změnám cen pro země, které nejsou v oblibě u ruských politiků. Vedení a představitelé Gazpromu to však odmítají. Rozdílné ceny plynu a jiných surovin mohou být uplatňovány, ale jen do výše tržních cen, které se vytvářejí na světových komoditních burzách. Země, které si uchovaly přátelské vztahy s Ruskem, dostávaly tuto surovinu za výhodnějších podmínek.
Podle výzkumu Climate Accountability Institute je to společnost s třetím největším příspěvkem znečištění oxidem uhličitým na světě (43,23 mld. tun CO2 vypuštěného do atmosféry od roku 1965).

## Dopad ruské invaze na Ukrajinu
Po ruské invazi na Ukrajinu v únoru 2022 řada států světa uvalila sankce na mnohé ruské subjekty. Jako odvetné opatření začalo Rusko vyžadovat platby za zemní plyn v ruských rublech. Poté co, tuto změnu země odmítly, zastavil Gazprom na konci dubna dodávky plynu do Polska a Bulharska. Od 21. května pak zastavil dodávky také do Finska, a to několik dní poté, co země podala přihlášku do Severoatlantické aliance. Dne 31. května zastavil Gazprom dodávky plynu do Nizozemska, když firma GasTerra odmítla ruský požadavek na platbu v rublech, neboť se neslučoval s uzavřenými smlouvami, které počítaly s platbami v eurech. Dne 30. července 2022 zastavil Gazprom dodávky plynu do Lotyšska.
Po pádu SSSR těžil Gazprom více než 600 miliard m3, počátkem roku 2000 to bylo již 520 miliard, v roce 2012 produkce klesla pod 500 miliard a po anexi Krymu na 420 miliard. Na konci roku 2023 činila produkce plynu skupiny Gazprom 359 miliard m3. Dodávky zemního plynu Gazpromu do Evropy se v roce 2023 propadly o 55,6 % na 28,3 miliardy m3.
Za rok 2023 skončil Gazprom ve ztrátě ve výši 629 miliard rublů (160,1 miliardy Kč), zatímco ještě v roce 2022 vykázal čistý zisk 1,2 bilionu rublů (305,4 miliardy Kč).

### Úmrtí manažerů spojených s Gazpromem
V průběhu roku 2022 došlo v Rusku k sérii nejasných úmrtí vysoce postavených manažerů, často pracujících v ropném nebo plynárenském průmyslu. Minimálně pět z nich bylo spojeno s Gazpromem. Už v lednu 2022 zemřel 60letý Leonid Šulman, vedoucí dopravy v Gazprom Invest. Stalo se tak ve stejné čtvrti Petrohradu, ve které o měsíc později zemřel Alexandr Tjulakov, finanční a bezpečnostní vedoucí pracovník Gazpromu. Tjulakova našla oběšeného jeho přítelkyně, oficiálně šlo o sebevraždu.
V dubnu si Vladislav Avajev (51), který měl vazby na Gazprombank, údajně vzal život poté, co zabil svou manželku Jelenu a 13letou dceru. Jeho přátelé zpochybňují verzi, že jeho motivem byla žárlivost. Podle některých informací měl přístup k finančním tajemstvím vládnoucí elity. V červenci zemřel ředitel logistické společnosti napojené na Gazprom, multimilionář Jurij Voronov. Byl nalezen zastřelený v bazénu svého petrohradského sídla.

## Sponzorování sportu
Gazprom byl od roku 2007 hlavním sponzorem německého fotbalového klubu FC Schalke 04 z města Gelsenkirchen v Severním Porýní-Vestfálsku. Původní smlouva platila do konce června 2011 a Gazprom platil klubu od té doby základní částku 12 milionů eur (asi 300 milionů Kč) ročně. Včetně příplatků za sportovní úspěchy obdržel FC Schalke 04 za toto období skoro 125 milionů eur. . V květnu 2011 byla smlouva mezi oběma partnery prodloužena do konce června 2017. I poté byla smlouva prodloužena. V roce 2022 klub sponzorskou smlouvu s firmou ukončil v reakci na ruskou vojenskou invazi na Ukrajinu.
Od sezóny 2012/2013 byl Gazprom oficiálním partnerem UEFA Champions League. Ale v únoru 2022 EUFA sponzorskou smlouvu ukončila vzhledem ruské vojenské invazi na Ukrajinu.
Od roku 2015 je partnerem Mezinárodní federace fotbalových asociací (FIFA). Gazprom každoročně organizuje mezinárodní projekt pro děti Fotbalem k přátelství (Football for Friendship). V rámci programu se fotbalisté ve věku 12 let z různých zemí účastní mezinárodního dětského fóra, Mistrovství světa „Fotbalem k přátelství“ a „Mezinárodního dne fotbalu a přátelství“.
Gazprom vlastní úspěšný ruský fotbalový klub Zenit Petrohrad a je hlavním sponzorem také srbského superligového klubu FK Crvena zvezda Bělehrad.